# Caratê nos Jogos Pan-Americanos de 2019
As competições de Caratê nos Jogos Pan-Americanos de 2019 em Lima, Peru, foram realizadas de 9 a 11 de agosto no Polideportivo Villa El Salvador, que também sediou as competições de ginástica.
Foram realizados 14 eventos. Dez destes eventos são no kumite (cinco por gênero). Outros quatro eventos (dois por gênero) no kata sendo realizados, após sua adição ao programa dos jogos pela ODEPA em março de 2017. Esta foi a primeira vez desde 2003 em Santo Domingo que os eventos do kata ocorreram nos Jogos Pan-Americanos.  Um total de 132 atletas se classificaram para competir nos jogos.
Os três melhores medalhistas (em ordem de ouro, prata e bronze) que ainda não foram classificados para os Jogos Olímpicos de Verão de 2020 de acordo com a classificação olímpica de 6 de abril de 2020, se classificaram.

## Calendário
| Julho / Agosto | 24 | 25 | 26 | 27 | 28 | 29 | 30 | 31 | 1 | 2 | 3 | 4 | 5 | 6 | 7 | 8 | 9 | 10 | 11 |
| -------------- | -- | -- | -- | -- | -- | -- | -- | -- | - | - | - | - | - | - | - | - | - | -- | -- |
| Caratê         |    |    |    |    |    |    |    |    |   |   |   |   |   |   |   |   | 4 | 5  | 5  |

|  | Dia de competição |  | Dia de final |

## Medalhistas

### Masculino
| Kata individual detalhes  | Antonio Díaz VEN Venezuela                             | Ariel Torres Gutierrez USA Estados Unidos                         | Mariano Wong PER Peru                                             |  |  |  |
| Kata individual detalhes  | Antonio Díaz VEN Venezuela                             | Ariel Torres Gutierrez USA Estados Unidos                         | Héctor Cención PAN Panamá                                         |  |  |  |
| Kata por equipes detalhes | Peru (PER) John Trebejo Oliver del Castillo Carlos Lam | México (MEX) Waldo Ramírez Diego Rosales Jesús Leonardo Rodríguez | Brasil (BRA) Guilherme Silva Lucas Santos Victor Mota             |  |  |  |
| Kata por equipes detalhes | Peru (PER) John Trebejo Oliver del Castillo Carlos Lam | México (MEX) Waldo Ramírez Diego Rosales Jesús Leonardo Rodríguez | Argentina (ARG) Martín Juiz Luca Impagnatiello Sebastián González |  |  |  |
|                           |                                                        |                                                                   |                                                                   |  |  |  |
| Até 60 kg detalhes        | Joaquín González Lavín CHI Chile                       | Douglas Brose BRA Brasil                                          | Maximiliano Larrosa URU Uruguai                                   |  |  |  |
| Até 60 kg detalhes        | Joaquín González Lavín CHI Chile                       | Douglas Brose BRA Brasil                                          | Jovanni Martínez VEN Venezuela                                    |  |  |  |
| Até 67 kg detalhes        | Andrés Madera VEN Venezuela                            | Camilo Velozo CHI Chile                                           | Deivis Ferreras DOM República Dominicana                          |  |  |  |
| Até 67 kg detalhes        | Andrés Madera VEN Venezuela                            | Camilo Velozo CHI Chile                                           | Vinícius Figueira BRA Brasil                                      |  |  |  |
| Até 75 kg detalhes        | Thomas Scott USA Estados Unidos                        | Hernani Veríssimo BRA Brasil                                      | Allan Maldonado GUA Guatemala                                     |  |  |  |
| Até 75 kg detalhes        | Thomas Scott USA Estados Unidos                        | Hernani Veríssimo BRA Brasil                                      | Anderson Soriano DOM República Dominicana                         |  |  |  |
| Até 84 kg detalhes        | Kamran Madami * USA Estados Unidos                     | Alan Ever Cuevas MEX México                                       | Freddy Valera VEN Venezuela                                       |  |  |  |
| Até 84 kg detalhes        | Kamran Madami * USA Estados Unidos                     | Alan Ever Cuevas MEX México                                       |                                                                   |  |  |  |
| Mais de 84 kg detalhes    | Brian Irr USA Estados Unidos                           | Daniel Gaysinsky CAN Canadá                                       | Rodrigo Rojas CHI Chile                                           |  |  |  |
| Mais de 84 kg detalhes    | Brian Irr USA Estados Unidos                           | Daniel Gaysinsky CAN Canadá                                       | Diego Lenis COL Colômbia                                          |  |  |  |

 **Carlos Sinisterra da Colômbia perdeu a medalha após ser pego no antidoping

### Feminino
| Kata individual detalhes  | Sakura Kokumai USA Estados Unidos                                             | María Dimitrova DOM República Dominicana                      | Andrea Armada VEN Venezuela                                   |  |  |  |
| Kata individual detalhes  | Sakura Kokumai USA Estados Unidos                                             | María Dimitrova DOM República Dominicana                      | Ingrid Aranda PER Peru                                        |  |  |  |
| Kata por equipes detalhes | República Dominicana (DOM) María Dimitrova Franchel Velázquez Sasha Rodríguez | México (MEX) Cinthia de la Rúe Pamela Contreras Victoria Cruz | Brasil (BRA) Carolaini Pereira Sabrina Pereira Izabel Cardoso |  |  |  |
| Kata por equipes detalhes | República Dominicana (DOM) María Dimitrova Franchel Velázquez Sasha Rodríguez | México (MEX) Cinthia de la Rúe Pamela Contreras Victoria Cruz | Peru (PER) Saida Salcedo Sol Romani Rosa Almarza              |  |  |  |
|                           |                                                                               |                                                               |                                                               |  |  |  |
| Até 50 kg detalhes        | Shannon Nishi USA Estados Unidos                                              | Alicia Hernández MEX México                                   | Cheili González GUA Guatemala                                 |  |  |  |
| Até 50 kg detalhes        | Shannon Nishi USA Estados Unidos                                              | Alicia Hernández MEX México                                   | Jéssica de Paula BRA Brasil                                   |  |  |  |
| Até 55 kg detalhes        | Valéria Kumizaki BRA Brasil                                                   | Kathryn Campbell CAN Canadá                                   | Baurelys Torres CUB Cuba                                      |  |  |  |
| Até 55 kg detalhes        | Valéria Kumizaki BRA Brasil                                                   | Kathryn Campbell CAN Canadá                                   | Paula Flores MEX México                                       |  |  |  |
| Até 61 kg detalhes        | Alexandra Grande PER Peru                                                     | Claudymar Garcés VEN Venezuela                                | Karina Díaz DOM República Dominicana                          |  |  |  |
| Até 61 kg detalhes        | Alexandra Grande PER Peru                                                     | Claudymar Garcés VEN Venezuela                                | Xhunashi Caballero MEX México                                 |  |  |  |
| Até 68 kg detalhes        | Tanya Rodríguez DOM República Dominicana                                      | Susana Li CHI Chile                                           | Wendy Mosquera COL Colômbia                                   |  |  |  |
| Até 68 kg detalhes        | Tanya Rodríguez DOM República Dominicana                                      | Susana Li CHI Chile                                           | Marianth Cuervo VEN Venezuela                                 |  |  |  |
| Mais de 68 kg detalhes    | Pamela Rodríguez DOM República Dominicana                                     | Omaira Molina VEN Venezuela                                   | Cirrus Lingl USA Estados Unidos                               |  |  |  |
| Mais de 68 kg detalhes    | Pamela Rodríguez DOM República Dominicana                                     | Omaira Molina VEN Venezuela                                   | Isabel Aco PER Peru                                           |  |  |  |

## Classificação
Um total de 132 caratecas se classificaram para competir nos jogos. Cada nação inscreveu no máximo de 18 atletas (nove por gênero). Oito atletas se classificaram em cada evento individual, além de seis times nos eventos de kata por equipes. Isto consiste em um máximo de um atleta por evento individual (12) e um grupo de três atletas em cada evento por equipes do kata (seis). O país-sede, Peru, automaticamente classificou o número máximo de atletas (18). O resto das vagas foram entregues em quatro torneios classificatórios. 

## Quadro de medalhas
| Ordem | País                     | Medalha de ouro | Medalha de prata | Medalha de bronze |    |
| ----- | ------------------------ | --------------- | ---------------- | ----------------- | -- |
| 1     | USA Estados Unidos       | 5               | 1                | 1                 | 7  |
| 2     | DOM República Dominicana | 3               | 1                | 3                 | 7  |
| 3     | VEN Venezuela            | 2               | 2                | 4                 | 8  |
| 4     | PER Peru                 | 2               |                  | 4                 | 6  |
| 5     | BRA Brasil               | 1               | 2                | 4                 | 7  |
| 6     | CHI Chile                | 1               | 2                | 1                 | 4  |
| 7     | MEX México               |                 | 4                | 2                 | 6  |
| 8     | CAN Canadá               |                 | 2                |                   | 2  |
| 9     | COL Colômbia             |                 |                  | 2                 | 2  |
| 10    | GUA Guatemala            |                 |                  | 2                 | 2  |
| 11    | ARG Argentina            |                 |                  | 1                 | 1  |
| 12    | CUB Cuba                 |                 |                  | 1                 | 1  |
| 13    | PAN Panamá               |                 |                  | 1                 | 1  |
| 14    | URU Uruguai              |                 |                  | 1                 | 1  |
| TOTAL | TOTAL                    | 14              | 14               | 27                | 55 |